# Lac Gods
Le lac Gods est un lac situé dans le Nord-Est du Manitoba au Canada. Il couvre une superficie de 1 151 km2, ce qui fait de lui le septième plus grand lac de la province. Il se situe au nord du lac Island (en) à environ 280 km à l'est de Thompson. Il se trouve à une élévation de 178 m et sa rive a une longueur de 474 km. Il se draine vers le nord via la rivière Gods et la rivière Hayes dans la baie d'Hudson.